# Wiaczesław Sekretariuk
Wiaczesław Wasylowycz Sekretariuk (ukr. Вячеслав Васильович Секретарюк, ros. Вячеслав Васильевич Секретарюк, ur. 29 września 1938 we wsi Huriwka w obwodzie kirowohradzkim, zm. 2004) – działacz partyjny Ukraińskiej SRR.
W 1960 ukończył Lwowski Instytut Politechniczny, został kandydatem nauk ekonomicznych, od 1960 funkcjonariusz komsomolski, później radziecki i partyjny w obwodzie lwowskim. Od 1961 członek KPZR, w latach 1980–1987 I sekretarz Komitetu Miejskiego KPU we Lwowie, 1987–1990 dyrektor Lwowskiego Instytutu Naukowo-Badawczego Użytkowej Aparatury Radioelektronicznej. Od 14 kwietnia 1990 do 26 sierpnia 1991 I sekretarz Komitetu Obwodowego KPU we Lwowie, od lipca 1990 do sierpnia 1991 członek KC KPZR.